# 连云区
连云区是中国江苏省连云港市所辖的一个市辖区。位于连云港对外开放的最东段。區人民政府駐海州灣街道西墅路1號。区域总面积为797.1平方公里。

## 行政区划
连云区辖12个街道办事处、1个乡：
墟沟街道、连云街道、云山街道、板桥街道、连岛街道、海州湾街道、宿城街道、徐圩街道、高公岛街道、朝阳街道、中云街道、猴嘴街道、前三岛乡、连云港碱厂和东辛农场。

## 人口
根據第七次全国人口普查數據，截至2020年11月1日零時，連雲區常住人口為292762人。

## 交通
- 310国道0公里起点。
- 228国道过境。

## 地理環境
连云区境内绝大部分为山地，主要由后云台山、北固山和东西连岛组成，地势呈中间高四周低。
连云区内主要河流为蔷薇河。
连云区地处暖温带的南缘，属向亚热带过渡的季风海洋性气候地带。

## 地方特產
刺参、海帶、對蝦。